# Investidura presidencial de Warren G. Harding

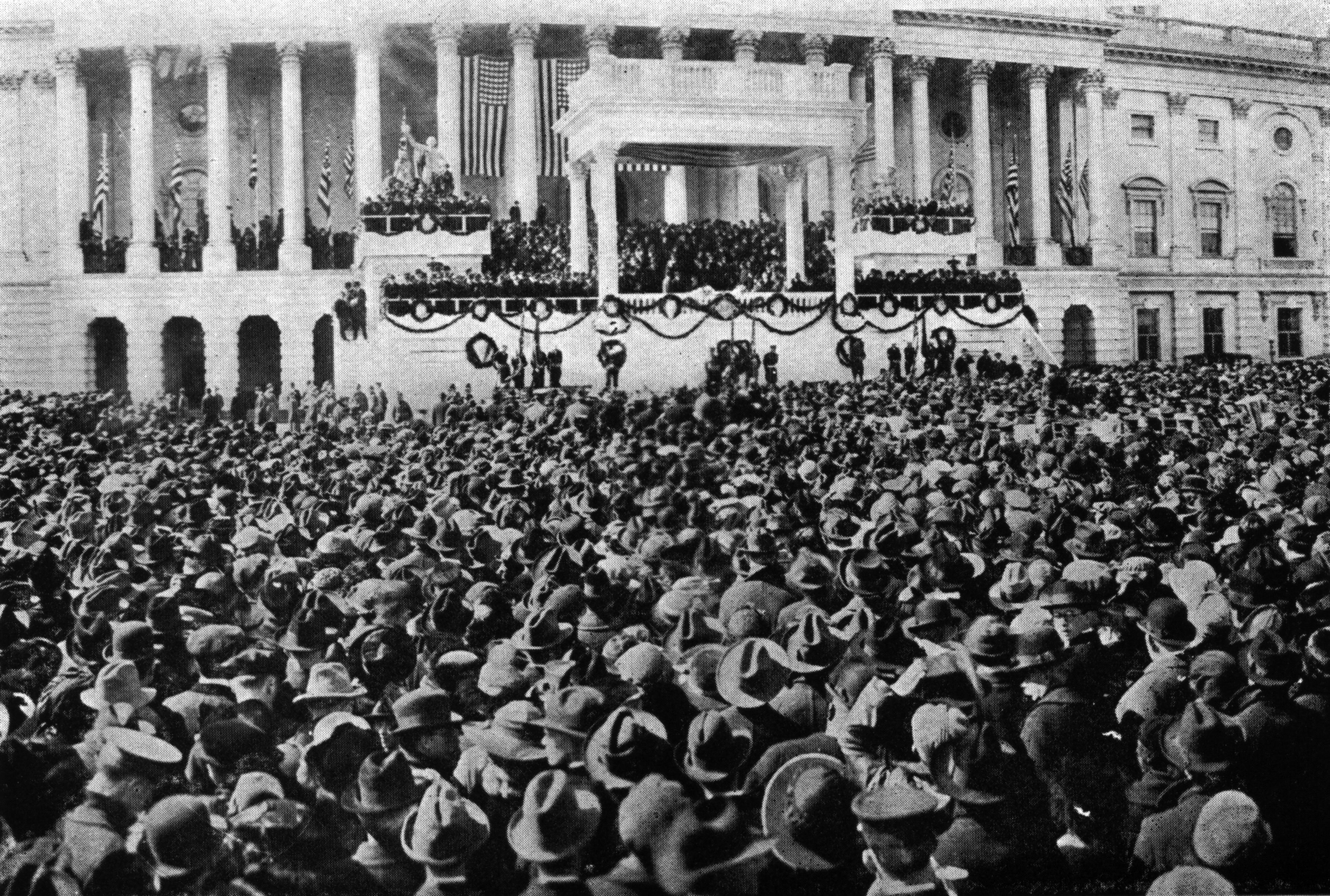
Multitud frente al Capitolio el 4 de marzo de 1921.

La investidura presidencial de Warren G. Harding tuvo lugar el 4 de marzo de 1921, marcando el principio de la presidencia de Warren G. Harding, como el 29.º presidente de los Estados Unidos. El Juez presidente, Edward Douglass White, hizo el juramento presidencial.
Harding utilizó la Biblia que George Washington había usado durante su juramento. Esa había sido la primera vez que un auto había sido utilizado en una inauguración presidencial, que llevaba al presidente Woodrow Wilson y el presidente electo, Warren G. Harding hacia el Capitolio.